# Il tesoro del santo
Il tesoro del santo (The Confession) è un film statunitense del 1964 diretto da William Dieterle.

## Trama
Una maitresse ed un ladro internazionale si alleano per recuperare un tesoro sepolto sotto una statua ma non tutto va come previsto.